# Amino
Amino — це соціальна мережа для мобільних пристроїв. У відкритому доступі є бета-версія для ПК.

## Загальні відомості
Amino дає користувачам можливість шукати спільноти на будь-яку тематику і обговорювати свої вподобання, спілкуватися з однодумцями по всьому світу, створювати свої записи, опитування, чати, вікторини, ділитися своєю творчістю і отримувати відгуки від учасників, а також дивитися відео та картинки, читати блоги й останні новини спільноти.
У Amino тисячі груп і співтовариств на найрізноманітніші теми, від к-попа до скейтбордингу, від груп для друзів до шкільних клубів тощо.
У Amino може вступити будь-який учасник, користувач може створювати публічні записи. У закритих спільнотах  тільки на запрошення, для вступу в які необхідно дозвіл лідера, учасники мають ті ж можливості, проте в більш приватній обстановці.

## Профіль
У кожного учасника є профіль, в якому відображається вибране ним ім'я користувача. Учасникам дозволяється використовувати різні імена в різних спільнотах.
Щоб створити свій профіль, треба зареєструватися та активувати акаунт, вставити у відповідні поля фото, ввести нік та інформацію про себе(за бажанням). Також є можливість обрати фон профілю.
Під час створення акаунту Ви можете використати всю свою фантазію і створити профіль на (вій смак і уподобаннями.

## Чати
Учасники можуть спілкуватися в загальних, групових і особистих чатах. Загальні чати відкриті для будь-якого користувача Amino. Для участі в групових чатах потрібне запрошення, а особисті чати дозволяють користувачам спілкуватися віч-на-віч.

## Розробники
Соціальну мережу Amino створила компанія Amino Apps у 2011 році. Але глобальна версія з'явилася лише у 2016 році. Вони мають власний офіційний сайт, а також Інстаграм, Фейсбук, ВКонтакті, Твітер і Тамблер, де можна слідкувати за всіма новинами.

## Додаткові застосунки

### Amino Creator and Manager
Цей додаток розроблений для того, щоб користувач міг створити власну спільноту. Тут можна обрати колір та макет спільноти, назву і створити опис тощо.

### Amino+
Amino+ - це преміум передплатний сервіс, який надає вашому профілю більше можливостей. Тонни наклейок: розблокування пакетів наклейок або навіть створення свого власного. Всі настрої для оновлення весь час. Користувальницькі та власні бульбашки чату. Додаткові елементи для оформлення акаунту. Зображення з високою роздільною здатністю: до 2048х2048, а також знижки на фоторамки які дають змогу зробити ваш профіль більш яскравим.

## Інтерфейс
Приклад інтерфейсу при вході в Аміно У нижній частині екрана є швидкий доступ до всіх Amino . Показ панелі запуску є в кожній громаді, і це допоможе вам орієнтуватися. П'ять кнопок, зліва направо:
Меню: місце сили спільноти. Тут ви знайдете таблиці лідерів, загальні чат, спільну теке, категорії і налаштування. Крім того, звідси можна перейти до збережених записів і опис спільноти.
В мережі: тут ви можете дізнатися хто з учасників у чаті або кінотеатрі.
Створення:  кнопки, щоб швидко створити запис.
Чати: Тут ви можете відкрити новий чат або ввести старий код. У цьому пункті є доступ до всіх ваших чатів в цьому співтоваристві.
Я: доступ до вашого профілю.

## Рекомендації та застосування Amino
У Amino є набір правил, яких повинні дотримуватися всі спільноти. Amino забороняє переслідування чи ненависть, спам чи саморекламу (включаючи рекламу власної спільноти Amino), сексуальний/NSFW контент*, самопошкодження, реальний графічний/брутальний вміст (вигаданий вміст загалом прийнятний), небезпечний/незаконний вміст, або вміст, що порушує авторські права. Спільнотам дозволено мати додаткові правила, якщо вони не порушують правила Amino. На додаток до правил Amino, користувачі повинні мати принаймні 13 років у США та 16 років у країнах Європейського Союзу.
Хоча сексуальні зображення заборонені в жодній спільноті, а текстовий вміст сексуального характеру заборонений у публічних місцях, деяким приватним спільнотам дозволено обговорювати сексуальні теми. Однак вони не звільнені від правил Amino щодо вмісту NSFW.
Якщо правила порушені, модератори можуть вимкнути вміст або накласти попередження, попередження або заборону, залежно від тяжкості порушення. Попередження — це повідомлення, яке інформує користувача про те, що він порушив інструкцію і може зазнати гіршого покарання, якщо він не змінить свою поведінку. Попередження переведе користувача в режим «лише читання» на термін до 24 годин; цей режим забороняє користувачеві публікувати, спілкуватися в чаті або взаємодіяти з публікаціями в цій спільноті. Заборона видаляє користувача зі спільноти. Team Amino може окремо наносити страйки або заборони на всій платформі.